# Edidiehlia hiskia
Edidiehlia hiskia är en nattsländeart som beskrevs av Malicky 1993. Edidiehlia hiskia ingår i släktet Edidiehlia och familjen stengömmenattsländor. Inga underarter finns listade i Catalogue of Life.